# Сванадзе, Заур Александрович
За́ур Алекса́ндрович Свана́дзе (груз. ზაურ სვანაძე; род. 23 января 1958, Кутаиси, Грузинская ССР, СССР) — советский и грузинский футболист, грузинский футбольный тренер. Мастер спорта СССР международного класса.

## Карьера игрока
Сванадзе начал заниматься футболом в ДЮСШ «Торпедо Кутаиси», в 1976 году был переведён в первую команду. Со следующего года Сванадзе стал основным игроком «Торпедо», за который в общем провёл пять сезонов во втором по силе дивизионе.
В 1981 году перешёл в «Динамо Тбилиси» и в том же сезоне выиграл Кубок обладателей кубков УЕФА. В финале со счётом 2:1 был обыгран «Карл Цейсс» из ГДР. Самого Сванадзе на 67-й минуте сменил Нугзар Какилашвили.
В общей сложности он играл за «Динамо» до 1989 года, провёл 245 матчей и забил восемь голов.
После ухода из «Динамо» Сванадзе отправился в Швецию, где продолжал свою футбольную карьеру в ряде местных клубов. В 1991 году ему предложили вакансию играющего тренера, и он согласился. Затем он должен был окончательно перейти на тренерское поприще, однако его клуб столкнулся с финансовыми проблемами и был вынужден приостановить свою деятельность. Сванадзе закончил свою карьеру в 1995 году, будучи игроком «Елливаре».

## Карьера тренера
После окончания карьеры игрока Сванадзе стал тренером «Елливаре», в команде он проработал почти пять лет. В 2000 году он вернулся в Грузию, где начал работать в тбилисском «Локомотиве», его помощником был Кахабер Цхададзе. Позже они вместе тренировали другой столичный клуб — «Динамо».
Позже Сванадзе вновь пригласили в Швецию, где он на этот раз задержался на три года. Далее он вновь вернулся на родину и работал одним из помощников главного тренера сборной Грузии, Клауса Топпмёллера. Позже он был приглашён на пост главного тренер юношеской сборной Грузии до 19 лет, затем он перешёл в молодёжку, где был помощником главного тренера. Кроме того, некоторое время он был руководителем академии «Динамо Тбилиси» и главным тренером «Локомотива». С 2012 года работал помощником Кахабера Цхададзе в «Интер Баку», а после его ухода сам возглавил клуб.
29 декабря 2017 года он был назначен вторым тренером «Динамо Тбилиси». С 11 ноября 2018 года по 8 марта 2019 года он занимал должность главного тренера «Динамо». С 8 марта 2019 года «Динамо Тбилиси» возглавлял испанский тренер Феликс Висенте, а Заур Сванадзе продолжал работать помощником Висенте. 23 декабря 2019 года главным тренером «Динамо Тбилиси» стал Каха Чхетиани. По решению нового главного тренера и руководства клуба Заур Сванадзе остался на должности помощника тренера.